# Western Area
Western Area är tillsammans med de tre provinserna en av Sierra Leones administrativa förstanivåindelningar. Den är till ytan den minsta indelningen. Vid folkräkningen 2015 hade Western Area 1 500 234 invånare. Huvudstaden Freetown är administrativ huvudort. 
Området var fram till självständigheten kronkolonin Sierra Leone. I samband med den administrativa omorganisationen 1920 blev Sherbro Island en del av Southern Province medan Freetown och dess omgivningar förblev separata. Vid självständigheten blev kronkolonin till Western Area.

## Administrativ indelning
Provinsen är indelad i två distrikt:
- Western Area Rural
- Western Area Urban

Dessa är i sin tur indelade i wards, Western Area Rural består av fyra och Western Area Urban av åtta wards.